# Mercedes Gómez-Pablos
Mercedes Gómez-Pablos   (Palma, 1940) és una artista mallorquina. És acadèmica corresponent de la Reial Acadèmia de Nobles i Belles Arts de Sant Lluís de Saragossa.
Ha exposat les seves obres a diverses ciutats del món, incloent París (Museu d'Art Modern de París), Nova York, Buenos Aires, Madrid (Societat Cervantina), Sevilla (Casa de la Província), Màlaga (Casa del Consolat), Salamanca (Palau de la Salina), Estella (Museu Gustavo de Maeztu), Saragossa (Museu Goya - Colección Ibercaja - Museu Camón Aznar) i Toledo (Centre Cultural Sant Marc).
Està casada amb l'advocat Juan Antonio Cremades, autodenominat «pintor consort» i també membre de la Reial Acadèmia de Belles Arts de Sant Lluís.